# Petra Pérez Marzo
Petra Pérez Marzo (La Rioja, 30 de mayo de 1952) es una galerista española de arte contemporáneo. En 2014 fue galardonada con el Premio MAV, Mujeres en las Artes Visuales como mejor galerista por su labor en la promoción y apoyo a las mujeres artistas. Desde 1984 es propietaria y fundadora de la Galería Vanguardia de Bilbao. Durante ocho años ha presidido la Asociación de Galerías de Arte de Euskadi.

## Trayectoria profesional
Petra Pérez Marzo es diplomada en Artes aplicadas, (especialidad Interiorismo en el IAD de Bilbao) y licenciada en la Facultad de Bellas Artes de la Universidad del País Vasco en 1985, con dos años de doctorado en Arte Contemporáneo en la UPV. Además realizó un curso de especialización de tasación y valoración de arte en la Universidad Politécnica de Valencia (INECO). Anteriormente había cursado estudios mercantiles con la titulación de Perito Mercantil en el año 1971 e inicio de Empresariales en la E.A.E.M dependiente de la UPV. Ha trabajado cuatro años en el Departamento de arquitectura en Inducosa en Guecho, Vizcaya. Ha sido adjunta al arquitecto Martínez Añón.
Es la Directora de la Galería Vanguardia fundada en 1984, de la que es propietaria y fundadora. También ha sido durante ocho años presidenta de la Asociación de Galerías de arte de Euskadi y tres años tesorera de la Unión de Asociaciones de galerías de arte de España. Según sus palabrasː "No se trata tanto de acercar el arte a la gente como la gente al arte".

## Participación en ferias internacionales
Participa desde 1886 en la Feria de Arte Contemporáneo de Madrid ARCO, así como en otras ferias internacionales como LOOP Barcelona, ART Cologne, Art Forum Berlín en Alemania, Art Bruxels en Bélgica, etc., creando programas específicos para promover artistas locales autóctonos en diálogo con lo global y lo foráneo. También ha comisariado varias exposiciones, entre ellas la Exposición Individual de la artista Asunción Goikoetxea en el Museo de Navarra, Pamplona, además de las exposiciones temáticas de su propia galería.  En sucesivas entrevistas, emite declaraciones muy esclarecedoras, comoː "Lo que parece que olvidan nuestras instituciones es que al final, con crisis o no crisis, lo único que queda es el patrimonio, y patrimonio son las adquisiciones. Y con esas adquisiciones y con inteligencia se pueden plantear exposiciones".

## Artistas que representa y línea de la galería
La línea de su Galería Vanguardia destaca por presentar y promocionar en Bilbao el arte contemporáneo español con artistas como Joan Fontcuberta, José Manuel Ballester, y principalmente la obra de artistas vascos, siendo esta Galería un referente en el mundo artístico local, situada frente al Museo Guggenheim de Bilbao, forma parte del tejido del arte contemporáneo. Su diversa y plural programación contribuye a enriquecer la oferta cultural de la ciudad. Otro testimonioː "Que el museo haya puesto a nuestra disposición la posibilidad de hacerlo conjuntamente e informar desde sus publicaciones es una oportunidad que no podemos desaprovechar".
Las nuevas tecnologías están presentes en su programación, realizando actividades paralelas complementarias encaminadas a una mayor difusión y entendimiento de las mismas con la participación de los artistas.  Sobre la fotografía vierte sus opinionesː "Para mí, lo importante en todos los casos es que la fotografía es para ellos un soporte plástico, una herramienta de trabajo. Optan por investigar las posibilidades del papel fotográfico y la película, o por tratarlo a través del ordenador y de las nuevas impresoras. Son artistas con una gran inquietud por estudiar los soportes plásticos y demuestran la importancia de la fotografía sobre las demás manifestaciones artísticas".
En 2014 recibió el Premio MAV como mejor galerista en el año 2014 por su labor en la promoción y apoyo a las mujeres artistas entre las que se encuentran las artistas socias de MAV Esther Ferrer, Marisa González, Cristina Lucas y Txaro Arrazola, además de Elena Asins, Mabi Revuelta, Begoña Usaola, Pilar Soberón, Rut Olabarri, Asun Goicoechea e Isabel Garay. Además de trabajar con Alfonso Batalla, José Manuel Ballester, Josué Pena, Javier Pérez, Iván Marino, Txuspo Poyo, Fernando Sinaga, Carlos León, Joan Fontcuberta, Pedro Croft etc

## Enseñanza
Ha impartido clases en el Centro Vasco de Nuevas Profesiones en diseño Gráfico y Decoración. Es profesora externa en el máster en conservación, investigación y gestión del arte contemporáneo "CYXAC" en la Universidad del País Vasco.